# Tigerpapegojor
Tigerpapegojor (Psittacella) är ett fågelsläkte i familjen östpapegojor inom ordningen papegojfåglar. Släktet omfattar vanligtvis fyra arter som enbart förekommer på Nya Guinea:
- Mångfärgad tigerpapegoja (P. picta)
  - P. [p.] lorentzii – urskiljs som egen art av Birdlife International
- Större tigerpapegoja (P. brehmii)
- Brun tigerpapegoja (P. modesta)
- Brunhuvad tigerpapegoja (P. madaraszi)